# Isle of Arran (palírna)
Isle of Arran je skotská palírna společnosti Harold Curry nacházející se na okraji ostrova Arran na odlehlém místě zvaném Lochranza, jež vyrábí skotskou sladovou malt whisky.

## Historie
Palírna byla založena v roce 1995 a produkuje čistou sladovou malt whisky. Tato palírna vznikla poměrně nedávno i když na tomto ostrově měla kdysi své předchůdce. Kdysi zde stály tři palírny, ale ta poslední Torin zanikla v 30. letech 20. století. Úplně první whisky z této palírny vyšla 29. června 1995. Produkuje whisky značky Arran z čehož většina produkce se používá do míchaných whisek. Tato whisky má sladké rašelinovo-kakaové chuti.